# Rhynchosia himalensis
Rhynchosia himalensis är en ärtväxtart som beskrevs av John Gilbert Baker. Rhynchosia himalensis ingår i släktet Rhynchosia och familjen ärtväxter. IUCN kategoriserar arten globalt som livskraftig.

## Underarter
Arten delas in i följande underarter:
- R. h. craibiana
- R. h. himalensis